# Сільський округ Каракози Абдалієва
Сільський округ Каракози́ Абдалі́єва (каз. Қарақозы Әбдәлиев ауылдық округі, рос. сельский округ Каракозы Абдалиева) — адміністративна одиниця у складі Казигуртського району Туркестанської області Казахстану. Адміністративний центр — село Рабат.
Населення — 9848 осіб (2021; 10343 у 2009, 9520 у 1999, 8355 у 1989).
Станом на 1989 рік існувала Фогелевська сільська рада (села Амангельди, Атбулак, Єнбекші, Жанаталап, Казгурт, Кизиладал, Фогелево). 2011 року Рабатський сільський округ отримав сучасну назву.

## Склад
До складу округу входять такі населені пункти:
| Населений пункт       | Колишні назви | Населення, осіб (1989) | Населення, осіб (1999) | Населення, осіб (2009) | Населення, осіб (2021) |
| --------------------- | ------------- | ---------------------- | ---------------------- | ---------------------- | ---------------------- |
| Амангельди, село      | -             | 617                    | 590                    | 595                    | 517                    |
| --Шопан-Уї            | -             | -                      | -                      | -                      | 2                      |
| --Шопан-Уї            | -             | -                      | -                      | -                      | 6                      |
| Атбулак, село         | -             | 1145                   | 1573                   | 1809                   | 1622                   |
| --Орталик-Газуї       | -             | -                      | -                      | -                      | 4                      |
| Єнбекші, село         | -             | 947                    | 1137                   | 1216                   | 1090                   |
| --Кубка               | -             | -                      | -                      | -                      | 3                      |
| --Тауиккора           | -             | -                      | -                      | -                      | 9                      |
| --Шопан-Уї 1          | -             | -                      | -                      | -                      | 7                      |
| --Шопан-Уї 2          | -             | -                      | -                      | -                      | 10                     |
| --Шопан-Уї 3          | -             | -                      | -                      | -                      | 8                      |
| Жанаталап, село       | -             | 292                    | 224                    | 166                    | 130                    |
| Кидир Мамбетули, село | Казгурт       | 1096                   | 1260                   | 1343                   | 1362                   |
| Кизилдала, село       | Кизиладал     | 806                    | 863                    | 909                    | 899                    |
| --Малдайиндау         | -             | -                      | -                      | -                      | 7                      |
| --Кирман 4            | -             | -                      | -                      | -                      | 6                      |
| Рабат, село           | Фогелево      | 3452                   | 3873                   | 4305                   | 4159                   |
| --Телемунара          | -             | -                      | -                      | -                      | 7                      |